# Elatostema filipes
Elatostema filipes är en nässelväxtart som beskrevs av Wen Tsai Wang. Elatostema filipes ingår i släktet Elatostema och familjen nässelväxter. Utöver nominatformen finns också underarten E. f. floribundum.